# 2024년 러시아 대통령 선거
2024년 러시아 연방 대통령 선거는 러시아의 대통령을 선출하는 선거로, 2024년 3월 15일부터 3월 17일까지 치러졌다. 당선자는 87.28%의 득표율을 얻은 블라디미르 푸틴이다. 차기 러시아의 대통령 임기는 2024년 5월 7일부터 2030년 5월 7일까지이다.
블라디미르 푸틴 대통령 등이 대선에 출마하였다.
2023년 11월, 국가두마의 전 의원인 보리스 나데즈딘은 등록 정당의 지원을 받아 반전 플랫폼에 출마하여 출마를 선언한 최초의 인물이 되었다 . 그 뒤를 이어 2023년 12월 현직 및 무소속 후보인 블라디미르 푸틴이 2020년 헌법 개정으로 재선에 도전할 자격을 얻었다 .같은 달 말 자유민주당의 레오니드 슬루츠키, 공산당의 니콜라이 카리토노프, 뉴피플의 블라디슬라브 다반코프가 출마를 발표했다 .
다른 후보들도 출마를 선언했지만 중앙선거관리위원회(CEC)로부터 여러 가지 이유로 출마가 금지되었다 . 2018년 대선에서와 마찬가지로 가장 저명한 야당 지도자인 알렉세이 나발니는 정치적 동기에 의한 것으로 간주되는 이전 범죄 유죄 판결로 인해 출마가 금지되었다 . . 나발니는 선거 몇 주 전인 2024년 2월 의심스러운 상황에서 사망했다 . . 나데즈딘은 절차의 초기 단계를 통과했음에도 불구하고 2024년 2월 8일에도 출마가 금지되었다 . 이 결정은 자신의 출마를 지지하는 유권자들의 서명에 부정이 있었다는 이유를 들어 특별 CEC 세션에서 발표되었다 . 나데즈딘의 유일한 반전 후보로서의 지위는 그의 실격 사유로 널리 여겨졌지만, 다반코프는 "우리 나름의 평화와 협상"을 약속했다 . 그 결과 푸틴은 신뢰할 수 있는 반대에 직면하지 않았다 .  반 푸틴 운동가들은 유권자들에게 투표용지를 폐기할 것을 촉구했다 . 이번 선거에서 무효 또는 백지 투표용지는 140만 장으로 전체 투표의 약 1.6%에 달했으며, 이는 2018년 선거에 비해 45% 증가한 수치이다.
대부분의 국제 관측통들은 푸틴이 2022년 우크라이나와 전면적인 전쟁을 시작한 후 정치적 탄압을 강화하면서 선거가 자유롭지도 공정하지도 않을 것으로 예상했다 . 선거는 러시아가 점령한 우크라이나 영토에서도 실시되었다 .  2024년 선거에서 전례 없는 수준의 사기를 시사하는 통계 분석과 함께 투표용지 채우기 및 강요를 포함한 부정 행위에 대한 보고가 있었다

## 자격
러시아 헌법 제81조 제3항에 따르면, 2020년 헌법 개정 이전에는 같은 사람이 2연임 이상 러시아 연방 대통령직을 맡을 수 없었고, 이에 따라 블라디미르 푸틴은 2012년에 이전 임기와 연속하지 않고 3연임으로 대통령에 취임할 수 있었다 .  헌법 개정으로 총 2연임이라는 어려운 제한이 생겼다 . 그러나 헌법 개정 이전에 재임한 임기는 포함되지 않으므로 푸틴은 2036년까지 두 번의 대통령 임기를 더 받을 수 있다.
새 헌법 버전에 따르면 대통령 후보는 다음과 같이 해야 한다:
- 35세 이상이어야 한다(요건은 변경되지 않았다 );
- 러시아에 25년 이상 거주해야 한다(이전 10년);
- 선거 시점이나 그 이전에는 외국에서 외국 시민권이나 거주 허가를 받지 않았다 (새로운 요건)

## 후보
아래 개인들이 투표용지에 등장했다 .

### 거부된 후보
이 섹션의 개인은 CEC가 참여 등록을 위해 서류 제출을 수락했으며, 나중에 유권자로부터 필요한 서명을 받았다 . 서류 제출 마감일은 무소속의 경우 2023년 12월 27일, 정당 기반 지명의 경우 2024년 1월 1일이었으며, 위원회는 이미 서류상의 문제로 인해 일부 후보자의 거부를 발표했다 .
서류 제출 마감일을 앞두고 CEC는 33명의 잠재적 후보자(무소속 24명, 정당 기반 9명)가 후보자로 등록될 예정이라고 밝혔다 . 위원회는 15명의 후보자의 서류를 수락했다 .
다음 단계는 2024년 1월 31일까지 서명을 모으는 것이었다 . 무소속 의원들은 러시아 연방 유권자 중 최소 40명의 국민으로부터 30만 명의 서명을 받아 투표에 참여해야 했고, 두마 주 또는 러시아 지역 의회의 3분의 1 이상을 대표하지 않는 정당이 지명한 잠재적 후보자는 10만 명의 서명을 받아야 했다 .
블라디미르 푸틴은 12월 30일까지 50만 명 이상의 서명을 받았으며, 1월 17일까지 250만 명의 서명을 받았다 . 그 뒤를 이어 다반코프, 카리토노프, 슬루츠키, 나데즈딘, 말린코비치(특별한 순서는 없었다 ). 다른 사람들은 이를 달성하지 못하거나 절차에서 탈퇴했다 . [인용 필요]
CEC는 푸틴의 서명을 수락하는 한편, 나데즈딘과 말린코비치의 서명을 부정으로 간주한다는 이유로 거부했다 . 다반코프, 카리토노프, 슬루츠키는 국가 두마를 대표하는 정당의 지명을 받았기 때문에 서명을 받을 필요가 없었다 . 이로써 최종 후보자 수는 4명으로 확정되었다 .

## 당 대회 및 예비선거
정당 의회는 공식 선거가 임명된 후에 열린다. 의회에서 정당은 자체 후보를 지명하거나 다른 정당이나 무소속 후보가 지명한 후보를 지지할 수 있다. 12개 정당이 2023년 12월에 당 대회를 개최하여 후보자를 지명하거나 지지했다 .

### 기타 당사자
2023년 12월 9일에 열린 야블로코의 전당대회에서 당은 그리고리 야블린스키가 잠재적 유권자들로부터 1,000만 표의 서명을 받으면 대통령 후보로 출마할 것이라고 결정했는데, 이는 야블린스키가 가장 성공적으로 대통령에 출마했을 때 얻은 총 득표수(555만 표)보다 높은 수치이다. 야블로코는 나중에 후보를 지명하지 않겠다고 밝혔다 . 또한 야블린스키는 약 백만 명의 서명만 모았다 .
좌파전선은 22명의 후보를 대상으로 예비선거를 실시하겠다고 밝혔지만, 나중에 경찰의 위협으로 인해 예비선거를 실시하지 않겠다고 발표했다 . 대신 당은 "공산당 내 동료"들에게 당 대회에서 다음 중 한 명을 지명할 투표를 할 것을 촉구했다 : 파벨 그루디닌, 니콜라이 본다렌코, 발렌틴 코노발로프, 안드레이 클리치코프, 세르게이 레브첸코, 니나 오스타니나, 이고르 기르킨.

## 여론 수렴 준비
2023년 6월, 크라스노다르에서 2024년 대선을 암시하는 웹사이트 QR 코드가 부착된 바그너 그룹 민간 군사 회사의 리더 예브게니 프리고진을 옹호하는 포스터가 몇 장 발견되었다 . 프리고진 자신은 이러한 포스터 및 "인터넷의 정치 활동"과의 관련성을 부인했지만 러시아 전역에서 기자 회견을 열고 바그너 그룹 반란을 주도한 후 곧 정계에 진출할 것이라는 추측을 불러일으켰다. 그는 그해 말 비행기 추락 사고로 사망했다 .
2024년 2월에 발표된 VSquare, Delfi, Expressen, Paper Trail Media 등의 저널 연합의 조사에 따르면, 푸틴은 2023년 2월 17일에 "연방 정부 기관의 사회 및 정치 업무를 책임지는 부국장에 대하여"라는 제목의 2016년 법령 번호를 명령했다 . 이 법령은 2024년 대선 및 기타 선거에서 "유권자 수와 주요 후보자의 지지를 늘리기 위해" 교육과학부와 기타 국가 기관 간의 협력을 목표로 한다고 명시했다 . 정부 '비영리 단체'인 ANO Integration의 문서는 투표율을 통해 푸틴에 대한 지지와 반대의 규모를 나타내는 데 사용되는 등 유권자 수와 주요 후보자의 지지를 늘리는 데 중점을 두고 있다고 강조했다 .
ANO 통합 문서는 모든 직원의 명단과 부처 책임 내 기관의 오피니언 리더 하위 목록을 작성하고 정치적 태도와 투표 선호도를 모니터링하여 "[직원의] 사회 정치적 리터러시 수준을 높이기 위한" 계획을 제시했다 . 이 문서는 선거를 준비하기 위해 선정된 오피니언 리더와 '전문가'가 학생 및 교사를 만나는 사회적 이벤트에 대한 비밀 지침을 준비하기 위해 계획되었다 . 스톡홀름 동유럽 연구 센터의 마틴 크라그는 "이 모든 문서는 크렘린궁이 사람들이 자발적으로 집권당을 지지할 수 있다고 생각하는 것이 얼마나 적은지 보여준다"고 문서를 설명했다 . 영국의 역사학자이자 강사, 작가인 마크 갈레오티는 선거에서 푸틴의 투표 수에 필요한 조작의 양을 최소화하기 위해 이 과정을 선거를 "사전 조작"했다고 설명했다 ."
니콜라이 카리토노프는 자신의 선거 캠페인에 대한 BBC 기자의 질문에 자신이 푸틴보다 더 나은 후보가 될 것이라고 생각하는 이유에 대한 답을 거부한 후 "1990년대의 많은 문제를 해결하려고 노력했다"며 푸틴을 칭찬하고 "모든 영역에서 승리"를 위해 국가를 공고히 했다. 2023년 12월 출마를 신청한 직후 레오니드 슬루츠키는 "푸틴을 이길 꿈은 꾸지 않는다"며 푸틴이 "큰 승리"를 거둘 것이라고 예측했다 . 블라디슬라브 다반코프는 정적을 비판하지 않겠다고 말했다 .

## 행동

### 우크라이나의 러시아 점령 영토
사전 투표는 2월 26일에 시작되어 3월 14일까지 진행되었으며, 2022년 러시아 침공 이후 합병된 우크라이나 지역뿐만 아니라 37개 연방 주체의 외딴 지역의 특정 주민들도 투표할 수 있도록 허용되었다 . 후자의 지역에서는 InformUIK라는 캠페인이 선거 참여를 장려하기 위해 설립되었으며, 대표들은 무장한 남성들의 호위를 받으며 집집마다 방문하여 유권자 명단을 작성하고 거주지에서 투표용지를 수거했다 . 헤르손 주에 거주하는 한 주민은 자신이 거주하는 지역의 선거를 "코미디 쇼"라고 설명하면서 "한 쪽은 유권자 명단을 들고 다른 쪽은 투표함을 들고 있는 두 명의 지역 주민과 기관총을 든 군인"이 방문하고 있다고 지적했다 .
러시아 관리들은 또한 모바일 투표소의 가정 방문을 통해 인구를 모니터링하고 저항 활동에 참여하거나 러시아 정부 문서 입수를 거부하는 사람들을 발견했다 . 러시아가 설치한 당국이 사회적 혜택과 의료 서비스를 보류하여 사람들에게 투표를 강요했다는 보도도 나왔고, 인권 운동가들은 최소 27명의 우크라이나인이 헤르손과 자포리지아 오블라스트에서 투표를 거부한 혐의로 체포되었다고 말했다 . 러시아 선거법에 따라 러시아 여권이 없는 사람은 투표할 수 없지만, 점령된 우크라이나의 유권자들은 우크라이나 여권이나 운전면허증을 포함한 유효한 신분증을 제시할 수 있었다 . 자포리지아 주 멜리토폴에서는 기관총으로 무장한 군인들이 모바일 투표팀이 방문하는 아파트를 봉쇄했다 . 한 예로, 러시아 침공 이후 도네츠크 주 마리우폴 인근 마을에서 우크라이나가 통제하는 영토로 도망친 한 남성은 자신의 이름이 러시아에서 생산한 유권자 목록에 등장했으며 선거 관리자들이 푸틴에게 투표한 것으로 기재되었다고 주장했다 .

### 투표율 증진을 위한 노력

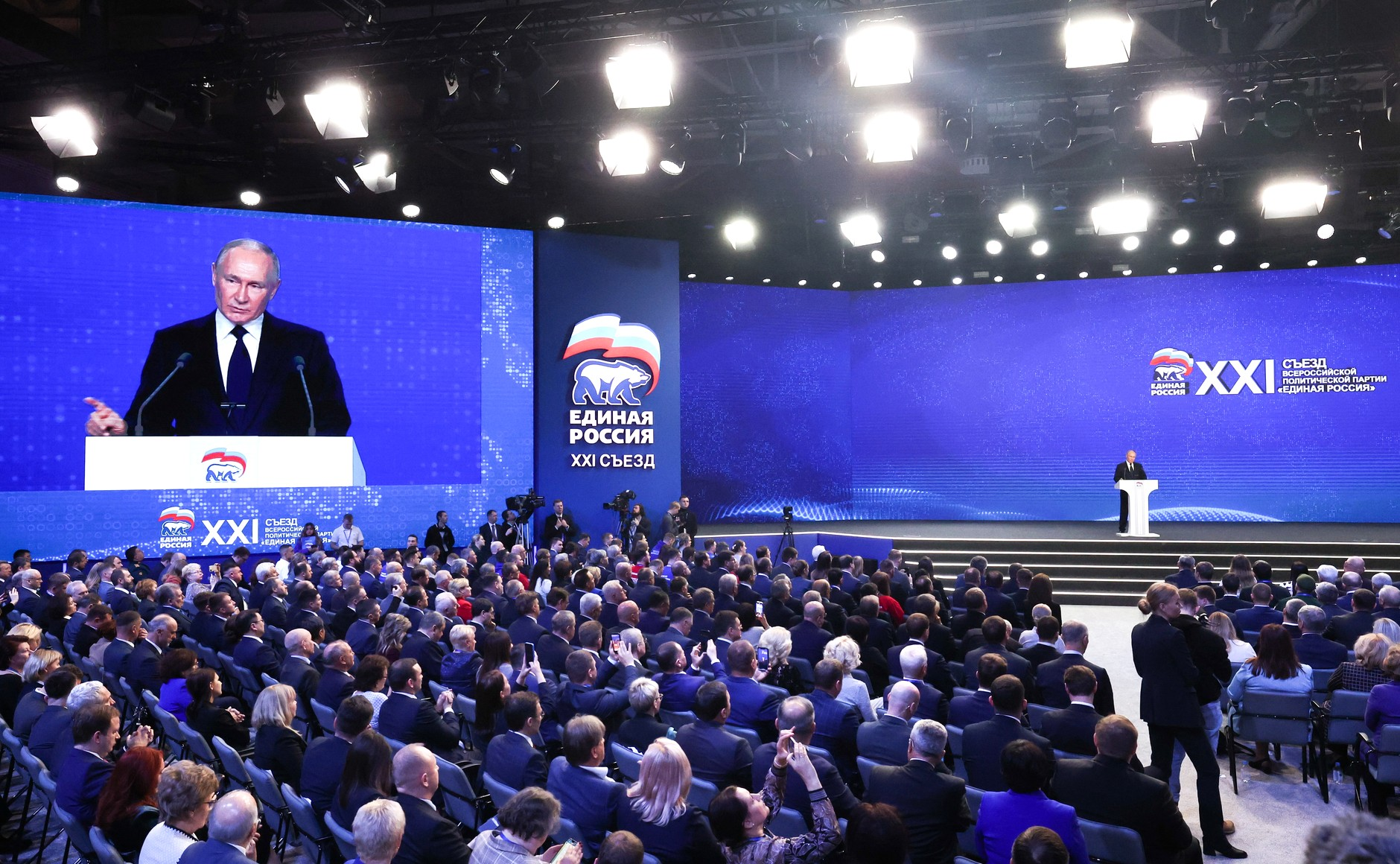
Vladimir Putin at the United Russia congress

3월 14일 1차 정기 투표 전날, 푸틴은 영상 메시지를 통해 "우리는 이미 러시아의 자유, 주권, 안보를 수호하며 함께할 수 있다는 것을 보여줬다"며 시민들에게 자신의 리더십 뒤에서 단결된 모습을 보여주기 위해 투표할 것을 촉구했다 .
라트비아에 본사를 둔 러시아 뉴스 매체 메두자는 크렘린궁 관리들이 러시아 지방 정부에 투표율 70%와 푸틴에 대한 80% 이상의 지지를 확보해 달라고 요청했다고 보도했다 .
국영 기업의 공무원과 직원들에게 투표 명령이 내려졌다 . 옴스크에서는 공무원들이 18세에서 24세 사이의 첫 유권자에게 놀이공원에서 관람차를 한 번 타면 투표소에서 5만 장의 무료 티켓을 발급했다 . 알타이 크라이에서는 투표소에서 보여주는 사진을 VKontakte에 업로드하면 추첨을 통해 iPhone과 같은 제재 상품과 가전제품을 받을 수 있는 기회가 주어졌다 . 톰스크주의 스트레제보이 시장은 유권자들에게 무료 빵 롤과 죽을 약속했다 . 스베르들롭스크 주 당국은 이 지역의 역사에 대한 퀴즈를 마련하고 스마트폰 2,000대, 아파트 45대, 오토바이 20대, 모스크비치 자동차 100대를 경품으로 제공했지만 정답이 승리를 보장하지는 않는다고 말했다 . 타타르스탄에서는 3월 17일 카잔에서 공무원들이 투표소에서 얻은 팔찌를 선물하면 방문객들에게 대중교통에 대한 무료 및 무제한 접근을 보장하는 음악 축제가 열렸으며, 라다 베스타 자동차 3대가 걸려 있는 추첨에서 당첨될 수 있는 기회도 주어졌다 .
당국이 학생과 청소년에게 투표하도록 압력을 가하고 있다는 보도도 나왔다 . 페름크라이에 있는 건설 대학의 학생들은 캠퍼스 내에서 투표하라는 명령을 받았으며, 학교 행정부는 비디오 감시 카메라를 사용하여 투표율을 모니터링하겠다고 약속했다 . 툴라 주립 교육대학교에서는 학생들이 투표했음을 증명하기 위해 투표용지 사진을 제출해야 했다 . 또한 총장은 푸틴을 공개적으로 지지했다 . 보로네즈 주립 교육대학교에서는 학생들이 누구에게 투표하는지 당국에 알려야 한다고 말했다 .

### 정기 투표

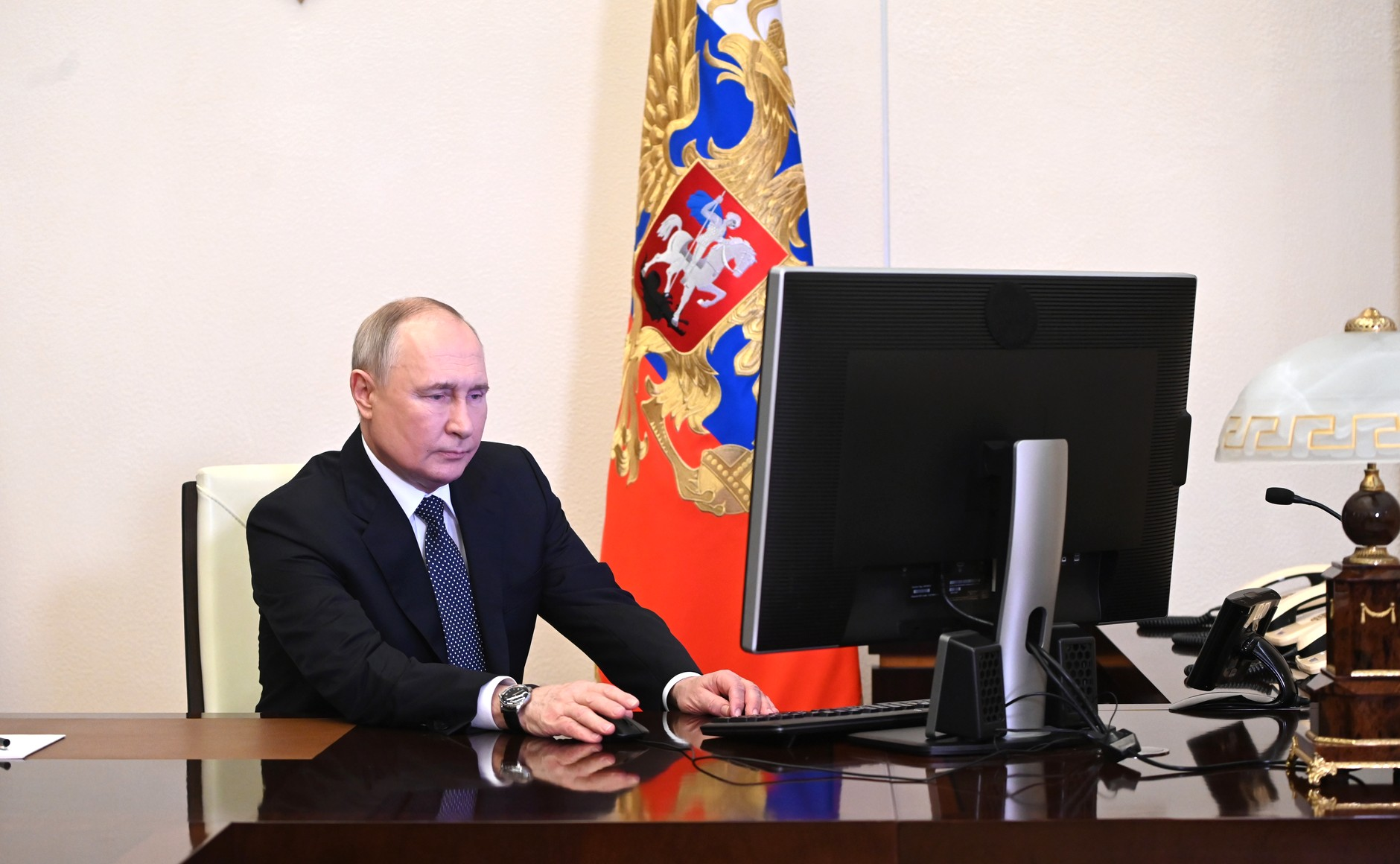
Putin voted in the Russian presidential election online.

정기 선거일에 캄차카 크라이에서는 3월 15일 현지 시간으로 08:00에 투표가 시작되었으며, 칼리닌그라드 주에서는 3월 17일 현지 시간으로 20:00에 마감될 것으로 예상된다. 독립 선거 감시 기관인 골로스는 등록된 후보자와 국가 지원 자문 기관만이 투표소에 참관인을 보낼 수 있었기 때문에 독립 감시 기관이 선거의 진행 상황을 관찰할 수 없었다 . 독립 선거 감시 기관인 골로스는 이번 선거가 2000년 선거 이후 "가장 공허한 선거"라고 설명하며, 선거 캠페인이 "실질적으로 눈에 띄지 않는다"며 당국이 2018년에 비해 국영 미디어가 선거 방송 시간을 적게 제공하는 동안 사람들이 선거가 진행된다는 사실을 눈치 채지 못하도록 "모든 것을 하고 있다"고 지적했다 . 또한 푸틴의 선거 운동이 대통령으로서의 활동에 의해 위장된 반면, 등록된 반대자들은 "현명할 정도로 소극적"이라고 설명했다 .
3월 15일, 크렘린궁은 푸틴이 사무실 컴퓨터를 사용하여 온라인으로 투표하는 이미지를 공개했다 . 같은 날 아침, 온라인 투표 시스템이 일시적으로 중단되었으며, 골로스와 다른 무소속 선거 관측통들은 직장에서 들어오는 투표로 인해 발생한 트래픽 때문이라고 설명했다 .

## 사기 혐의

### 통계 분석
수학자 세르게이 슈필킨[루]이 제안한 방법을 사용한 노바야 가제타 조사에 따르면, 푸틴에 대한 비온라인(여론조사 부스) 투표 중 약 2,200만 건이 위조되었으며, 이 중 총 6,470만 건의 비온라인 투표가 위조된 것으로 나타났다 . 노바야 가제타는 "러시아 대선에서도 기록적인 수준의 사기"를 보여주는 분석을 설명했다 .
메두자는 CEC가 발표한 공식 결과에 대한 통계 분석을 수행했다 . 투표율 대비 푸틴의 득표율 산포도를 바탕으로, 투표율이 초기 러시아 대선에서 약하게 나타났던 푸틴 지지율과 시각적으로 상관관계가 있는 꼬리가 2024년에 완전히 지배적인 것으로 나타났다 . 푸틴의 투표율과 득표율에서 라운드 수에서 급격한 정점이 나타나는 사기로 해석되는 통계적 효과인 "추로프의 톱"은 2024년 선거에서 강화된 것으로 메두자는 밝혀졌으며, 메두자는 2024년에 사기가 있는 투표소의 수가 다수를 차지한 반면, 이전에는 사기가 있는 투표소의 수가 소수를 차지했을 가능성이 높다고 주장했다 . 전반적으로 메두자는 2024년 대선이 "현대 러시아 역사"에서 "가장 사기가 많았던 것은 거의 확실하다"며 "사기의 규모가 2018년을 능가한다"고 말했다 .
기타 사기 사건3월 16일, 골로스는 소셜 미디어에 크라스노다르의 한 투표소 직원들이 투표용지를 채우는 모습을 담은 동영상을 공개했다 . 또한 작성된 투표용지가 투표되기 전에 검사를 시도했다는 보고를 받았으며, 경찰이 투표용지를 제거하기 위해 투표함을 열 것을 요구한 한 사례도 있다고 밝혔다 . 가열하면 사라지는 열 변색 잉크는 3월 15일 쿠르스크와 로스토프온돈에서도 사용된 것으로 알려졌다 . 이러한 잉크의 사용은 이전에 킴키에서 열린 2021년 지방 선거에서 보고된 바 있다. 전반적으로 골로스는 2024년 선거를 "모방"이라고 설명하며 이전에는 "헌법적 기준에 너무 미치지 않는 대선 캠페인"을 관찰한 적이 없다고 덧붙였다 .

## 사건

### 우크라이나 및 기타 무장 단체의 공격
우크라이나 점령 지역에서 러시아 선거 기관에 대한 공격이 시작되었다 . 2024년 2월 27일 사전 투표 첫날, 러시아 통합당의 현지 사무실과 헤르손주 노바 카호프카의 투표소 근처에서 폭탄 2발이 터졌다 . 우크라이나 관리들에 따르면 3월 6일 자포리지아주 베르디안스크에 있는 러시아 중앙선거관리위원회의 현지 관리가 차량 폭탄에 맞아 사망했다 .우크라이나가 지명한 주 주지사 이반 페도로프는 총격 사건에 대한 질문에 "우리의 저항"을 이유로 공격이 "우리의 저항" 때문이며 "우리 시민이 러시아와 협력할 때 비정상적"이라고 덧붙였다 . 3월 15일, 헤르손주 스카도프스크의 투표소 앞 쓰레기통 안에서 즉흥적인 폭발 장치가 폭발하여 러시아 군인 5명이 부상을 입었다 . 3월 16일, 러시아가 설치한 헤르손주 주지사 볼로디미르 살도는 카호프카에서 우크라이나 드론 공격으로 1명이 사망하고 4명이 부상을 입었다고 주장했으며, 타스는 우크라이나 드론이 자포리지아주의 투표소를 강타했다고 보도했다 .
3월 12일 우크라이나에 본부를 둔 무장 러시아 야당 단체인 시비르 대대는 쿠르스크와 벨고로드 오블라스트에 대한 침공 당시 "이 사건의 투표소와 투표소는 허구"라며 선거를 비난하는 동영상을 게시했다 . 공격에 참여한 러시아 자유 군단의 한 조직원은 이들이 "소위 선거에 타이밍이 맞았다"고 인정하고 이를 "투표 방법"이라고 불렀다 . 푸틴은 또한 이번 침공이 선거를 "방해"하고 "시민의 의사를 표현하는 정상적인 과정을 방해"하려는 시도라고 설명했다 . 선거 기간 동안 국경 도시 벨고로드는 우크라이나로부터 포격과 로켓 공격을 받아 대부분의 분석가들이 푸틴이 애초에 침공을 시작하여 우크라이나 땅에 전쟁을 가져온 책임이 있다고 러시아인들에게 설득하여 투표를 방해하고 푸틴에 대한 불만을 선동하려는 시도로 추정되는 2명이 사망했다 .
3월 25일, 독립 뉴스 매체 미디어조나는 연방보안국이 선거 전 알타이 주 바르나울에 있는 푸틴 선거 사무소를 상대로 방화를 계획한 혐의로 3명을 체포했다고 보도했다 . 용의자 중 한 명은 "미상의 테러리스트 조직"과 접촉한 것으로 알려졌다 .

### 민간인과 관련된 사건
정기 투표 기간 동안 전국적으로 여러 건의 선거 관련 사건이 보고되어 최소 13건의 체포가 이루어졌으며, 그 중 7건은 투표함에 액체 물질을 부은 혐의로, 4건은 투표소에서 방화 행위를 한 혐의로 체포되었으며, 그 중 1건은 상트페테르부르크의 한 여성이 "우크라이나 텔레그램 채널"로부터 금전적 인센티브를 약속받은 후 두 개의 투표소를 주최하는 학교에 몰로토프 칵테일을 던진 혐의로 체포되었다 . 모스크바에서도 투표 부스에 불이 붙었다 . 모스크바 주 포돌스크에서 한 유권자가 불특정 메시지를 작성하여 투표용지를 훼손한 후 "러시아 군대를 차별했다"는 혐의로 기소되어 3만 루블(342달러)의 벌금을 부과받았다 . 상트페테르부르크의 한 유권자는 자신의 투표용지에 "전쟁하지 않겠다"는 문구를 쓴 후 비슷한 혐의로 체포 명령을 받았다 . 일부 유권자는 우크라이나 전쟁 범죄와 관련하여 국제형사재판소가 푸틴을 상대로 발부한 체포 영장을 언급하며 "살인자와 도둑", "헤이그에서 당신을 기다리며"와 같은 메시지를 작성하여 투표용지를 훼손하는 이미지를 업로드했다 .
3월 17일, 몰도바에서 러시아 국적자들의 투표소로 사용되던 치 ș의 러시아 대사관[로, 루] 부지에서 몰로토프 칵테일 두 잔을 던진 몰도바 국적자가 체포되었다 . 몰도바 경찰은 러시아 시민권을 소지하고 있다고 주장한 이 남성이 "러시아 당국의 조치에 대해 불만을 품고 있어 자신의 행동을 정당화했다"고 밝혔다 .
투표소 공격에 대응하여 드미트리 메드베데프 전 러시아 안전보장이사회 의장 겸 부의장은 우크라이나에서 전투가 벌어지고 있는 가운데 투표를 방해하려 했다는 이유로 투표소를 파손한 사람들을 반역죄로 기소할 것을 촉구했다 .

### 사이버 공격
3월 16일, 통합 러시아당은 웹사이트가 사이버 공격의 표적이 되었다고 밝혔다 .

### 투표 종료
러시아 여론조사 연구 센터가 발표한 3월 17일 출구조사에 따르면 블라디미르 푸틴은 2018년보다 10% 많은 87%, 니콜라이 카리토노프는 4.6%, 블라디슬라브 다반코프는 4.2%, 레오니드 슬루츠키는 3%의 득표율을 기록했다 . 무효 투표용지가 투표의 1.2%를 차지했다 .

#### 해외
CEC는 388,791명의 러시아인이 해외에서 투표했다고 밝혔다.
공식 출구조사와 러시아 안팎의 선거 결과와는 대조적으로, 해외에서 실시된 투표에 대한 비공식 출구조사는 푸틴에게 훨씬 더 저조한 성과를 보였다 . 해외 투표 프로젝트에 따르면, 다반코프는 해외 대부분의 투표소에서 다수의 표를 얻어 트라브존에서 최고의 결과를 얻었다 . 그러나 푸틴은 제노바, 로마, 니코시아, 키시너우, 앙카라, 사마르칸트, 본에서 다수의 표를 확보했다 . 또한 아테네에서도 59%를 얻어 해외에서 가장 좋은 성적을 거두었다 . 반대로 헤이그에서는 2%의 득표율로 최악의 성적을 거두었다 . 푸틴은 폴란드, 세르비아, 몬테네그로에서 3%, 카자흐스탄 알마티에서 8%의 득표율을 기록했다 .
투표 해외 프로젝트에 따르면 푸틴은 리투아니아와 체코에 거주하는 러시아인 4%, 이스탄불, 튀르키예 5%, 아르헨티나와 영국 6%, 오스트리아, 아일랜드, 슬로바키아 7%, 에스토니아, 덴마크, 아르메니아 예레반 8%, 포르투갈 9%, 태국, 핀란드, 독일 베를린 10%, 마드리드, 스페인, 프랑스 파리 11%, 노르웨이 14%, 베트남과 미국 15%, 이스라엘과 스위스 베른 16%, 일본 17%, 키프로스 22%, 이탈리아 밀라노 23%, 두바이 31%, 몰도바와 우즈베키스탄 35%, 키르기스스탄 36%, 이탈리아 로마 38%의 득표율을 기록했다 . 44개국에 걸쳐 망명 중인 러시아 활동가들이 주최한 출구조사 결과, 5개국을 제외한 모든 국가에서 다반코프가 푸틴보다 더 많은 표를 얻은 것으로 나타났다 .
이 선거는 국제적으로 인정받지 못하는 몰도바의 트란스니스트리아에서도 실시되었다 . 러시아 시민권을 가진 46,179명이 이 선거에 투표했으며, 이는 지난 18년 동안 러시아 대통령 선거에서 가장 낮은 투표율이다. 97%는 푸틴에게 투표했으며, 나머지 세 후보는 합쳐서 1,000표도 얻지 못했다 . TRT 러시안에 따르면, 낮은 투표율은 6년 전 마지막 선거에 참여한 7만 3,000명 이상의 러시아 시민권을 가진 트란스니스트리아인의 정치 활동에 변화가 있음을 나타낸다. 또한 몰도바 분석가들은 낮은 투표율이 트란스니스트리아가 러시아에서 멀어지고 있으며 마이아 산두 몰도바 대통령의 친유럽 정책이 이 지역에 영향을 미치고 있음을 나타내는 추세라고 생각한다고 말했다 .

## 선거 참관인
2011년 의회 투표와 2012년 대선에서 사기를 기록한 후 2013년 '외국 대리인'으로 분류된 국내 감시 기관 골로스는 선거 참관인을 파견할 수 없었다 .
2024년 1월 29일, OSCE의 민주적 제도 및 인권 사무소(ODIHR)는 러시아의 초청이 부족하다는 이유로 선거에 대한 국제 모니터링에 참여하지 않겠다고 발표했다 .
2024년 3월 17일, 러시아 연방 중앙선거관리위원회(CEC) 위원장 엘라 팜필로바는 129개국에서 온 1,115명의 국제 참관인과 전문가들이 선거 과정을 모니터링하고 있다고 발표했다 .

## 결과

블라디미르 푸틴

니콜라이 하리토노프

블라디슬라프 다반코프

레오니트 슬루츠키

득표율
3월 21일, CEC는 블라디미르 푸틴이 전체 투표의 87.28%(무효 투표용지 포함)를 얻어 당선되었다고 공식 발표했으며, 니콜라이 카리토노프가 4.31%, 블라디슬라프 다반코프가 3.85%, 레오니드 슬루츠키가 3.20%의 득표율로 그 뒤를 이었다 .
| 후보                     | 후보                  | 정당          | 득표수      | %      |
| ------------------------ | --------------------- | ------------- | ----------- | ------ |
|                          | 블라디미르 푸틴       | 무소속        | 76,277,708  | 87.28  |
|                          | 니콜라이 하리토노프   | 공산당        | 3,768,470   | 4.31   |
|                          | 블라디슬라프 다반코프 | 새로운 사람들 | 3,362,484   | 3.85   |
|                          | 레오니트 슬루츠키     | 자유민주당    | 2,795,629   | 3.20   |
| 무효/기권                | 무효/기권             | 무효/기권     | 1,371,784   | 1.36   |
| 합계                     | 합계                  | 합계          | 87,576,075  | 100.00 |
| 유효표/투표율            | 유효표/투표율         | 유효표/투표율 | 113,011,059 | 77.49  |
| 등록 유권자 수: CEC, RBC |                       |               |             |        |

- 지역별 득표 결과